# Canthon praticola
Canthon praticola là một loài bọ cánh cứng trong họ Bọ hung (Scarabaeidae).